# Haxo

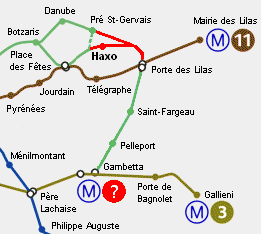

Haxo (francia kiejtése: IPA: [akso]) a párizsi metró egyik szellemállomása. A 3bis és 7bis vonalak közötti használaton kívüli összekötő vonalon fekszik.

## Története
Az állomás azon a vonalon található, amelyet az 1920-as években építettek a Porte des Lilas (3bis vonal) és Pré-Saint-Gervais (7bis vonal) között. Egyetlen vágány épült, amely összeköti a Place des Fêtes-t a Porte des Lilas-szal, és amely la voie des Fêtes néven ismert. A vonalon egy köztes állomás van, Haxo. A másik irányú forgalom számára egy másik vágányt építettek, amely összeköti a Porte des Lilast Pré Saint-Gervais-szal, közbenső állomás nélkül, la voie navette néven. Következésképpen a Haxo egy egyirányú állomás lett volna, csak egy peronnal, mint például Mirabeau.
Annak ellenére, hogy a metróhálózat tulajdonosa, Párizs városa biztosította a szükséges infrastruktúrát, a metró üzemeltetője, a Compagnie du chemin de fer métropolitain de Paris nem tartotta kellően jövedelmezőnek az üzemeltetést.
Menetrend szerinti járatok soha nem álltak meg az állomáson, és soha nem építették ki az állomásról az utcaszintre vezető útvonalat. Az állomáson alkalmanként megállnak rendkívüli vonatok, amiket érdeklődők számára indítanak fényképezés céljából. Az állomáson mutatták be az MF 88 sorozatú gördülőállományt a sajtónak 1993-ban (néhány képen látható az „1993” tábla, több mint 10 évvel később).

## Fordítás
- Ez a szócikk részben vagy egészben az Haxo (Paris Métro) című angol Wikipédia-szócikk ezen változatának fordításán alapul.  Az eredeti cikk szerkesztőit annak laptörténete sorolja fel. Ez a jelzés csupán a megfogalmazás eredetét és a szerzői jogokat jelzi, nem szolgál a cikkben szereplő információk forrásmegjelöléseként.